# Tuffi ai campionati europei di nuoto 2016 - Piattaforma 10 metri sincro maschile
La competizione di tuffi dalla piattaforma 10 metri sincro maschile dei Campionati europei di nuoto 2016 si è svolta la sera del 12 maggio. Si sono contese il podio 8 coppie di atleti.

## Medaglie
| Posizione | Atleti                              | Paese         |
| --------- | ----------------------------------- | ------------- |
| Oro       | Sascha Klein Patrick Hausding       | Germania      |
| Argento   | Tom Daley Daniel Goodfellow         | Gran Bretagna |
| Bronzo    | Oleksandr Horškovozov Maksym Dolhov | Ucraina       |

## Risultati
| Pos. | Atleti                              | Nazionalità   | Punti  |
| ---- | ----------------------------------- | ------------- | ------ |
|      | Sascha Klein Patrick Hausding       | Germania      | 445.26 |
|      | Tom Daley Daniel Goodfellow         | Gran Bretagna | 444.30 |
|      | Oleksandr Horškovozov Maksym Dolhov | Ucraina       | 429.75 |
| 4    | Viktor Minibaev Roman Izmailov      | Russia        | 426.51 |
| 5    | Vadzim Kaptur Jaŭhen Karalëŭ        | Bielorussia   | 395.28 |
| 6    | Alexis Jandard Loïs Szymczak        | Francia       | 373.50 |
| 7    | Andreas Larsen Martin Christensen   | Danimarca     | 361.20 |
| 8    | Mattia Placidi Vladimir Barbu       | Italia        | 326.73 |